# PRIDE.20
PRIDE.20（プライド・トゥウェンティ）は、日本の総合格闘技イベント「PRIDE」の大会の一つ。2002年4月28日、神奈川県横浜市の横浜アリーナで開催された。海外PPVでの大会名は、「PRIDE 20: Armed and Ready」。

## 大会概要
当時絶好調だったミルコ・クロコップとヴァンダレイ・シウバが、特別ルールながらも夢の対戦。お互いの打撃が飛び交う壮絶な展開の末、ドローとなった。
アブダビコンバット初の日本人王者となった菊田早苗が約3年半ぶりにPRIDEに復帰、アレクサンダー大塚を判定で破った。
ヒカルド・アローナがダン・ヘンダーソンを判定で下し、ダンの連勝をストップさせた。
アントニオ・ホドリゴ・ノゲイラの双子の弟アントニオ・ホジェリオ・ノゲイラがPRIDEに初参戦し、開始35秒フロントチョークで一本勝ち。
ボブ・サップも今大会でPRIDE初参戦し、そのパワーで山本憲尚を圧倒しTKO勝利を飾った。

## 試合結果
第1試合 PRIDEルール 1R10分、2・3R5分
○  ボブ・サップ vs.  山本憲尚 ×
1R 2:44 TKO（レフェリーストップ：スタンドパンチ連打）
第2試合 PRIDEルール 1R10分、2・3R5分
○  クイントン・"ランペイジ"・ジャクソン vs.  佐竹雅昭 ×
1R 7:07 KO（スラム）
第3試合 PRIDEルール 1R10分、2・3R5分
○  アントニオ・ホジェリオ・ノゲイラ vs.  今村雄介 ×
1R 0:35 フロントチョーク
第4試合 PRIDEルール 1R10分、2・3R5分
○  ヒカルド・アローナ vs.  ダン・ヘンダーソン ×
3R終了 判定2-1
第5試合 PRIDEルール 1R10分、2・3R5分
○  ムリーロ・ニンジャ vs.  マリオ・スペーヒー ×
3R終了 判定3-0
第6試合 PRIDEルール 1R10分、2・3R5分
○  菊田早苗 vs.  アレクサンダー大塚 ×
3R終了 判定3-0
第7試合 PRIDE特別ルール 3分5R
△  ヴァンダレイ・シウバ vs.  ミルコ・クロコップ △
5R終了 時間切れ